# Swift (observatorio espacial)
Swift es un observatorio espacial dedicado al estudio de las explosiones de rayos gamma o GRB (del inglés Gamma-Ray Burst). Posee tres instrumentos que trabajan juntos permitiéndole estudiar el fenómeno en rayos gamma, rayos x, ultravioleta y visible.
Fue construido por un consorcio internacional formado por Estados Unidos, Reino Unido e Italia y lanzado finalmente el 20 de noviembre de 2004 en un cohete Delta 2. Es controlado por el Goddard Space Flight Center de la NASA.
En principio su misión es de dos años, pero se prevé que si no ocurre ningún contratiempo, la misión pueda ser extendida.
La principal característica de este observatorio es que cuando detecta una explosión de rayos gamma es capaz de localizarla en 15 segundos, para entonces reorientarse automáticamente para quedar apuntando con todos sus instrumentos el lugar de origen de la explosión o llamarada de rayos gamma entre 20 y 75 segundos después de la explosión.
Los objetivos científicos de la misión Swift son:
- Determinar el origen de las llamaradas de rayos gamma.
- Clasificar las llamaradas de rayos gamma y buscar nuevos tipos.
- Determinar como evoluciona e interactúa la onda expansiva con sus alrededores.
- Usar las llamaradas de rayos gamma para estudiar el universo primitivo.
- Un estudio de todo el cielo en rayos X más sensible que cualquier anterior.

Para lo cual dispone de los siguientes instrumentos:
- Burst Alert Telescope (BAT): Detecta las llamaradas y anota sus coordenadas.
- X-Ray Telescope (XRT): Toma imágenes y realiza análisis espectrales de las llamaradas. Con estos datos se consigue una localización más precisa del origen de la explosión.
- UV/Optical Telescope (UVOT): Se usa tanto como para estudiar el espectro en radiación ultravioleta y visible, así como para estudiar la variación de luminosidad de las llamaradas con el tiempo. También afina la posición de la llamarada de rayos gamma hasta una resolución inferior a un arcosegundo.

Gracias a los logros científicos de la misión Swift, se cree haber resuelto el misterio de las llamaradas o explosiones de rayos gamma. Ya se sabía que algunas de las explosiones podían ser provocadas por supernovas, pero se han encontrado indicios de que otras que hasta ahora no tenían explicación podrían ser formadas por colisiones entre agujeros negros y estrellas de neutrones o entre varias de estas últimas.
Observaciones realizadas por el Swift han permitido localizar el objeto más lejano jamás observado, una explosión a 13 000 millones de años luz.